# Torta di pere
La torta di pere è un dolce a base di pere diffuso in Europa (Italia, Francia, Germania, Portogallo,) e negli Stati Uniti d'America.

## Nel mondo

### Francia
Benché la francese tarte Tatin si faccia di norma con le mele, il dolce da forno viene anche rivisitato usando le pere.

### Italia
In Italia, la torta con le pere viene preparata usando delle pere dalla polpa soda e che cedono poco liquido durante la cottura. In Piemonte, più nello specifico nel Monferrato, si prepara con le pere Madernassa o le Martin Sec cotte, gli amaretti, il cacao e le uova. Nella valle Maira esiste anche la torta dei Tetti. Nel Trentino-Alto Adige la torta di pere Kaiser contiene il cioccolato fondente e i pinoli.

### Stati Uniti d'America
La torta rovesciata è un dolce alla frutta americano che a volte contiene le pere.